# Едуардо Аранда
Едуардо Аранда (ісп. Eduardo Aranda; нар. 28 січня 1985, Асунсьйон) — парагвайський футболіст, півзахисник клубу «ДЖЕФ Юнайтед».
Виступав, зокрема, за клуби «Насьйональ» та «Дефенсор Спортінг», а також національну збірну Парагваю.

## Клубна кар'єра
Народився в Асунсьйоні, вихованець молодіжної академії клубу «Олімпія» (Асунсьйон), в складі якого тренувався з головною командою клубу в 2005 році, але шансу проявити себе в стартовому складі команди так і не отримав. Тому першим професіональним клубом Едуардо став уругвайський «Рампла Хуніорс». В складі цього клубу відіграв півтора сезону, після чого на початку 2007 року перейшов до складу «Ліверпуля» (Монтевідео).
Своєю грою за останню команду привернув увагу представників тренерського штабу клубу «Насьйональ», до складу якого приєднався 31 липня 2009 року. Відіграв за команду з Монтевідео наступний сезон своєї ігрової кар'єри.
2010 року уклав контракт з клубом «Дефенсор Спортінг», у складі якого провів наступний рік своєї кар'єри гравця. Більшість часу, проведеного у складі «Дефенсор Спортінга», був основним гравцем команди.
В середині червня 2011 року повернувся до Парагваю, де підписав контракт зі своїм рідним клубом, «Олімпією» (Асунсьйон). Відіграв ключову роль в здобутті «Олімпією» в 2011 року титулу переможця Апертури, вперше за останні 11 сезонів. Завдяки впевненій грів в сезоні 2012 року, Аранда дебютував у Кубку Лібертадорес 2013. Через фінансові проблеми, які переживав клуб, «Олімія» була змушена розірвати контракт з Едуардо, оскільки була не в змозі платити йому високу заробітну плату.
В 2014 році Арандо захищав кольори бразильського клубу «Васко да Гама», але в 2015 році повернувся до «Олімпії». Причиною цього стало розірвання контракту бразильського клубу з гравцем, незважаючи на те, що в ньому Едуардо не скаржився на своє становище в команді та перебування, в основному, на лавці запасних.
До складу клубу «ДЖЕФ Юнайтед» приєднався 2016 року. Відтоді встиг відіграти за команду з Тіби 27 матчів в національному чемпіонаті.

## Виступи за збірну
9 червня 2012 року дебютував у складі національної збірної Парагваю в матчі кваліфікації до Чемпіонату світу 2014 року проти Болівії. Наразі провів у формі головної команди країни 5 матчів.
У складі збірної був учасником розіграшу Кубка Америки 2015 року у Чилі.

## Досягнення
- Прімера Дивізіон
  -  Чемпіон (2): 2011 (Клаусура), 2015 (Клаусура)

- Кубок Лібертадорес
  -  Фіналіст (1): 2013